# هيرنان بيريز (لاعب كرة قدم)
هيرنان أرسينيو بيريز غونزاليز (بالإسبانية: Hernán Arsenio Pérez González)‏ وهو لاعب كرة قدم باراغواياني في مركز الجناح ولد في يوم 25 فبراير 1989 في مدينة فيرناندو ديل مورال في الباراغواي، كما سبق له اللعب مع ليبيرتاد وتاكواري وكريستوبال كولون في البارغواي وأعير في 2014 لنادي أوليمبياكوس في اليونان و الاهلي و المرخية القطريين كما لعب مع منتخب الباراغواي لكرة القدم منذ 2010.

## روابط خارجية
- هيرنان بيريز على موقع الاتحاد الدولي (مؤرشف)  (الإنجليزية)
- هيرنان بيريز على موقع الاتحاد الأوربي (الإنجليزية)
- هيرنان بيريز على موقع قاعدة بيانات كرة القدم.إي يو (الإنجليزية)
- هيرنان بيريز على موقع ناشيونال فوتبول تيمز (الإنجليزية)
- هيرنان بيريز على موقع Soccerway.com (الإنجليزية)
- هيرنان بيريز على موقع عالم كرة القدم.نت (الإنجليزية)
- هيرنان بيريز على موقع AS.com (الإسبانية)